# Paper (canción)
«Paper» —[ˈpeɪpə]; en español: «Papel»; originalmente titulada «Ég veit það»— es una canción de la cantante islandesa Svala. Fue elegida para representar a Islandia en el Festival de la Canción de Eurovisión de 2017 tras ganar la final nacional islandesa, Söngvakeppnin 2017, el 11 de marzo de 2017.

## Festival de Eurovisión

### Festival de la Canción de Eurovisión 2017
Esta fue la representación islandesa en el Festival de Eurovisión 2017, interpretada por Svala.
El 31 de enero de 2017 se organizó un sorteo de asignación en el que se colocaba a cada país en una de las dos semifinales, además de decidir en qué mitad del certamen actuarían. Como resultado, la canción fue interpretada en 13.er lugar durante la primera semifinal, celebrada el 9 de mayo de 2017. Fue precedida por Moldavia con SunStroke Project interpretando «Hey, Mamma!» y seguida por la República Checa con Martina Bárta interpretando «My Turn». La canción no fue anunciada entre los diez temas elegidos para pasar a la final, y por lo tanto no se clasificó para competir en esta. Más tarde se reveló que el país había quedado en 15º puesto con 60 puntos.